# Giovanni Gronchi (métro de São Paulo)
Giovanni Gronchi (en portugais : Estação Giovanni Gronchi) est une station de la ligne 5 (Lilas) du métro de São Paulo. Elle est accessible par les avenues João Dias et Giovanni Gronchi, dans le quartier Jardim São Luís, à São Paulo au Brésil.
Mise en service en 2020 par le métro de São Paulo, la station est exploitée depuis 2018 par le concessionnaire ViaMobilidade.

## Situation sur le réseau

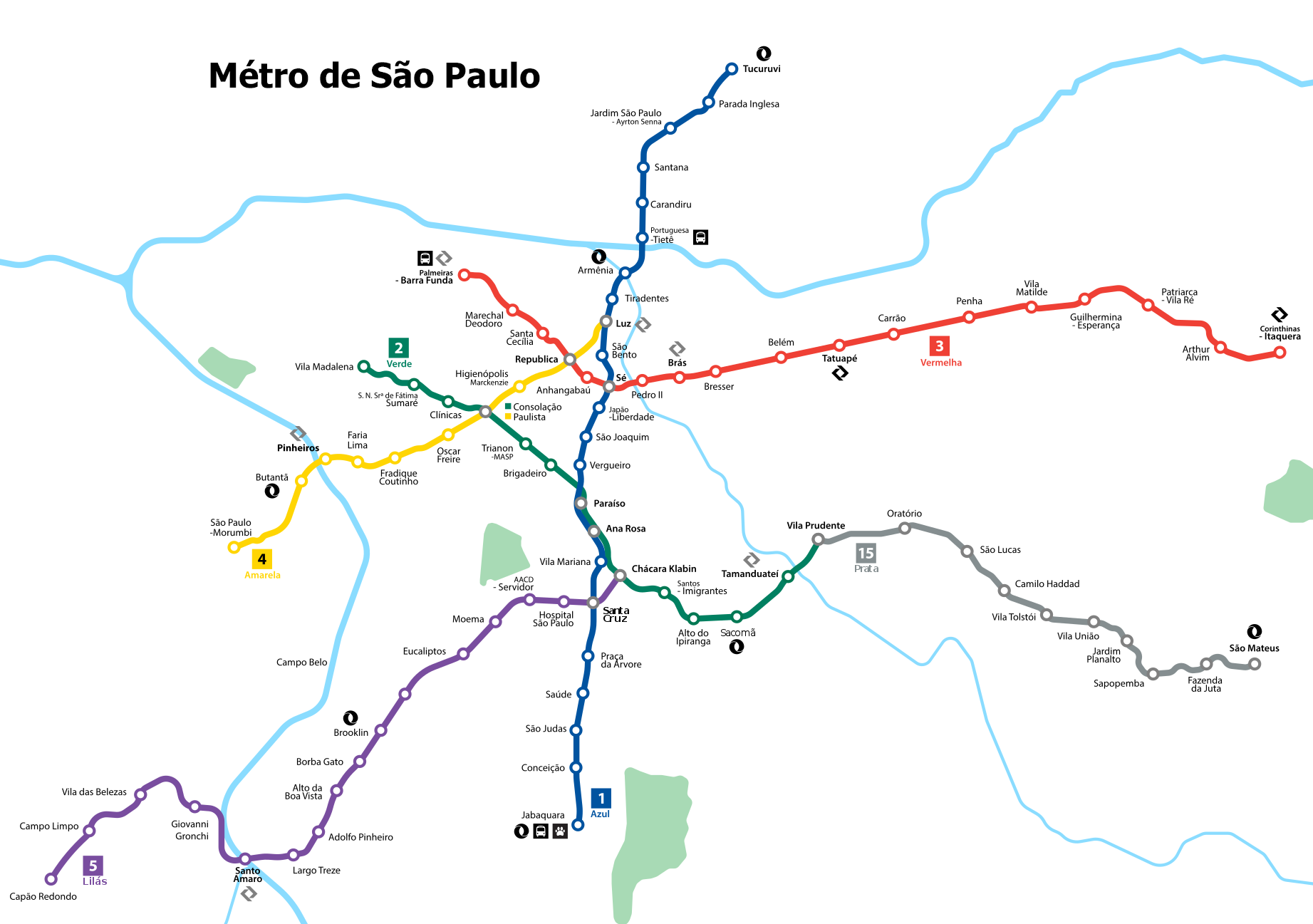
Plan du Métro de São Paulo 2020.

Établie en aérien, la station Giovanni Gronchi est située sur la ligne 5 (Lilas) entre les stations Vila das Belezas, en direction du terminus Capão Redondo, et Santo Amaro, en direction du terminus Chácara Klabin.

## Histoire
La station Giovanni Gronchi est mise en service, par le métro de São Paulo, le 20 octobre 2002. C'est une station aérienne en courbe avec deux quais latéraux recouverts d'une structure métallique de forme elliptique et de tuiles sandwich en aluminium. Elle dispose de passerelles pour les accès et d'une mezzanine de distribution en lien avec la gare routière urbaine João Dias. Accessible aux personnes handicapées elle dispose : de deux accès, six escaliers fixes, douze escaliers mécaniques, d'une surface construite de 4 684,89 m2 et est prévue pour absorber un transit maximum de 3 897 voyageurs par heure, en heure de pointe..
En 2018, la station change d'exploitant avec l'arrivée de ViaMobilidade concessionnaire pour vingt ans de l'exploitation de la ligne 5,.
En juillet 2020, la station est en travaux de préparation à la pose de portes palières, elle sera l'avant-dernière station de la ligne à en être équipée.

## Services aux voyageurs

### Accès et accueil
La station est accessible par le numéro 3569 de l'avenue João Dias et par le même numéro 3569 l'avenue Giovanni Gronchi. Elle est accessible aux personnes handicapées.

### Desserte
| Ligne                         | Terminus                       | Stations | Durée du voyage (min) | Intervalle minimum entre les trains | Opération                                                      |
| ----------------------------- | ------------------------------ | -------- | --------------------- | ----------------------------------- | -------------------------------------------------------------- |
| Ligne 5 du métro de São Paulo | Capão Redondo ↔ Chácara Klabin | 17       | 33                    | 75 (projecté) 165 (actuel)          | Du dimanche au vendredi, de 4h40 à 0h. Le samedi de 4h40 à 1h. |

Installation et desserte en 2007
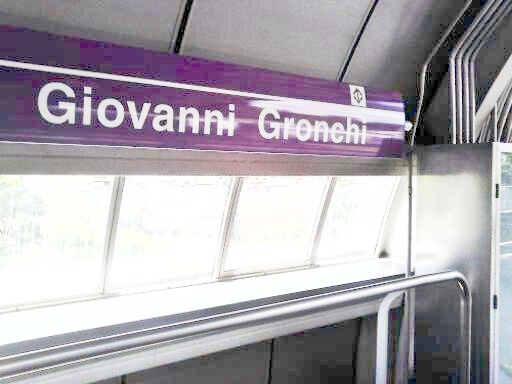
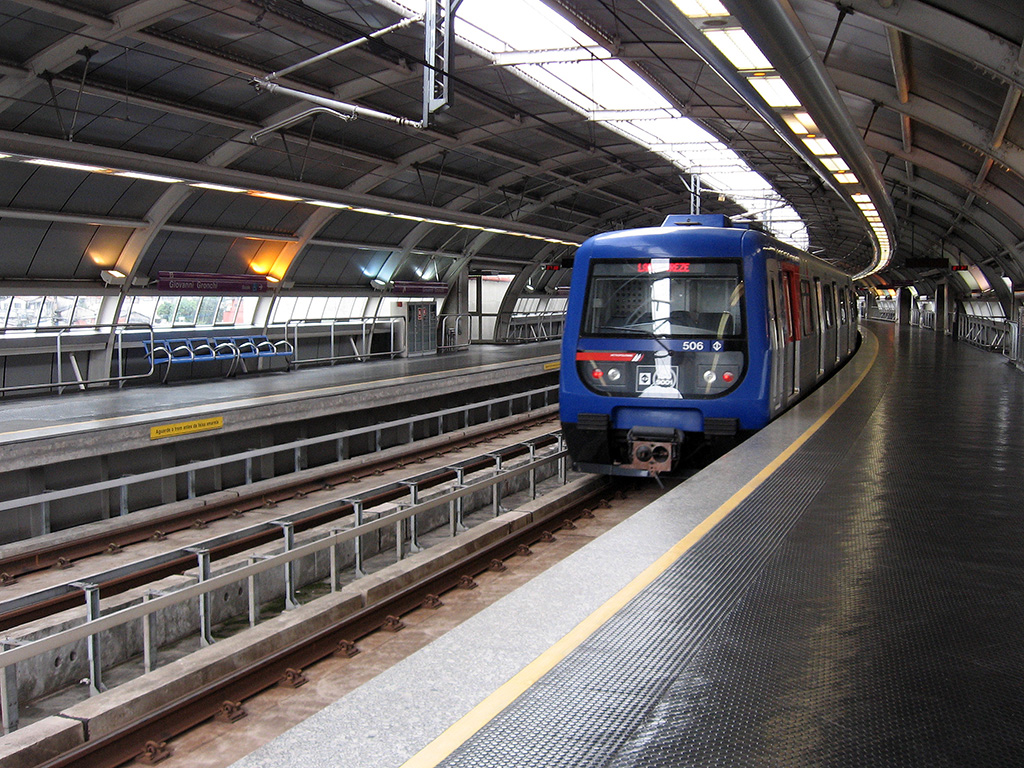
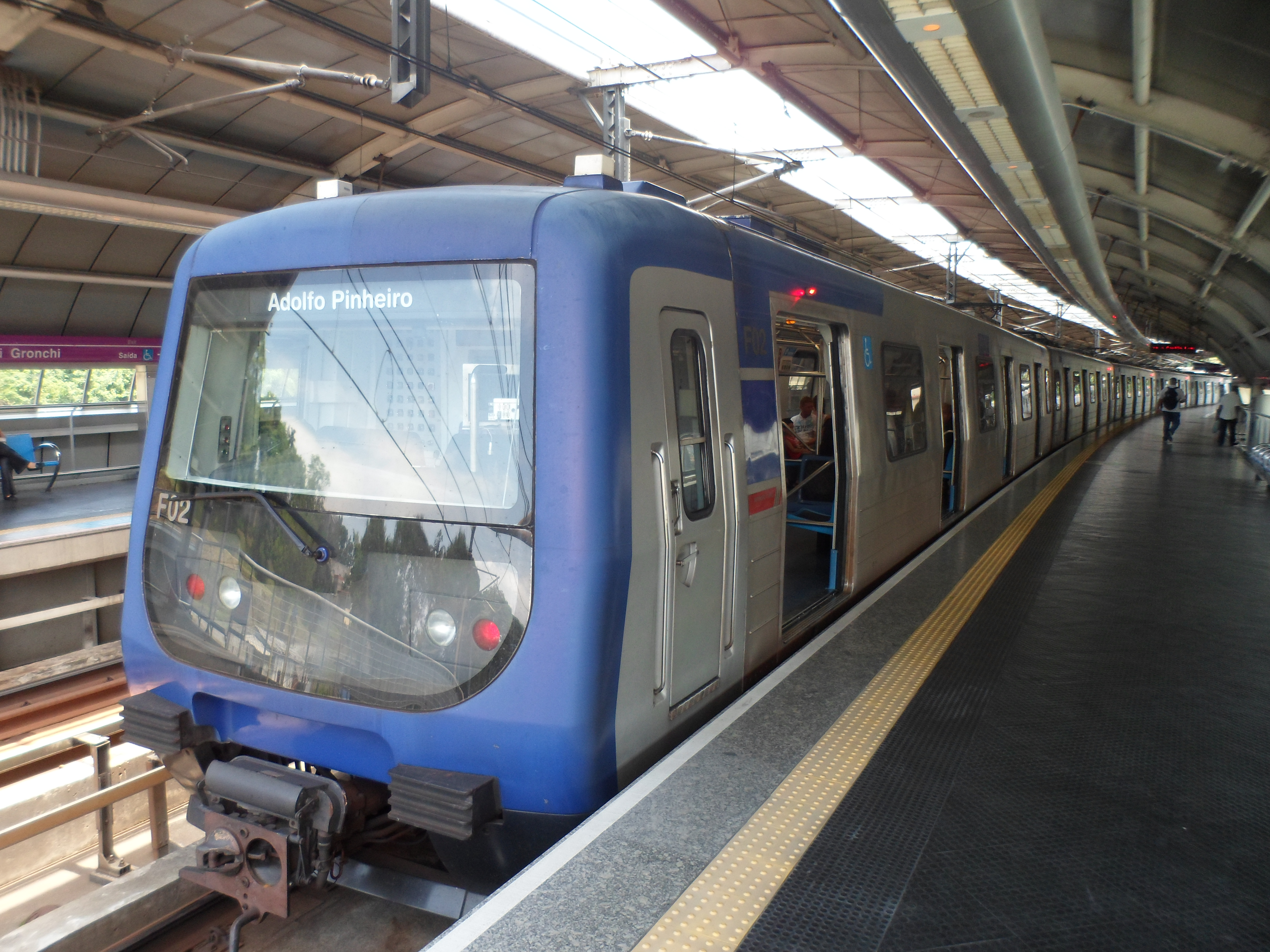

### Intermodalité
La station est en correspondance et intégration avec la gare routière urbaine João Dias.

## À proximité
- Pinheiros (rivière)
- Shopping Jardim Sul
- Parque Burle Marx